# Place Ampère
Pour les articles homonymes, voir Ampère (homonymie).
La place Ampère est une place piétonne carrée du 2e arrondissement de Lyon (quartier Ainay sur la Presqu'île). Elle se trouve à l’écart et au milieu de la rue Victor-Hugo.
La place est bordée d'immeubles du XIXe siècle et d'un bureau de poste. La bouche de métro Ampère - Victor Hugo donne sur cette place.

## Histoire
Dessinée durant la première moitié du XIXe siècle avec l’aménagement de la rue Victor-Hugo, elle fut réaménagée en 1976, au moment de l’arrivée du métro.
La place fut dénommée place Henri IV de 1828 à 1848, puis de 1849 à 1884. En 1848-1849, elle fut rebaptisée place de l'Espérance. Le nom actuel lui a été attribué par une délibération du 27 novembre 1884.
Rendue piétonne lors de la création de la ligne A du métro dans les années 1970, la place connaît un nouveau réaménagement en 2019, au cours duquel de nouveaux arbres sont plantés et où la fontaine est surtout transformée en un miroir d’eau.

## Éléments remarquables
Le Monument à Ampère (1888) réalisé par le sculpteur Charles Textor et l'architecte Joseph Dubuisson,, représente le grand homme de science, siégeant au centre de la place sur un piédestal de pierre cantonné de sphinx et gravé de ses nombreux titres de gloire. Il a été inauguré à Lyon le 8 octobre 1888 par le président de la République Sadi Carnot,.

## Accessibilité
Ce site est desservi par la station de métro Ampère - Victor Hugo.